# MAN F8
MAN F7/F8/F9 — сімейство важких і середніх вантажних автомобілів що виготовлялось німецькою компанією MAN з 1967 по 1987 рік. 

## Опис

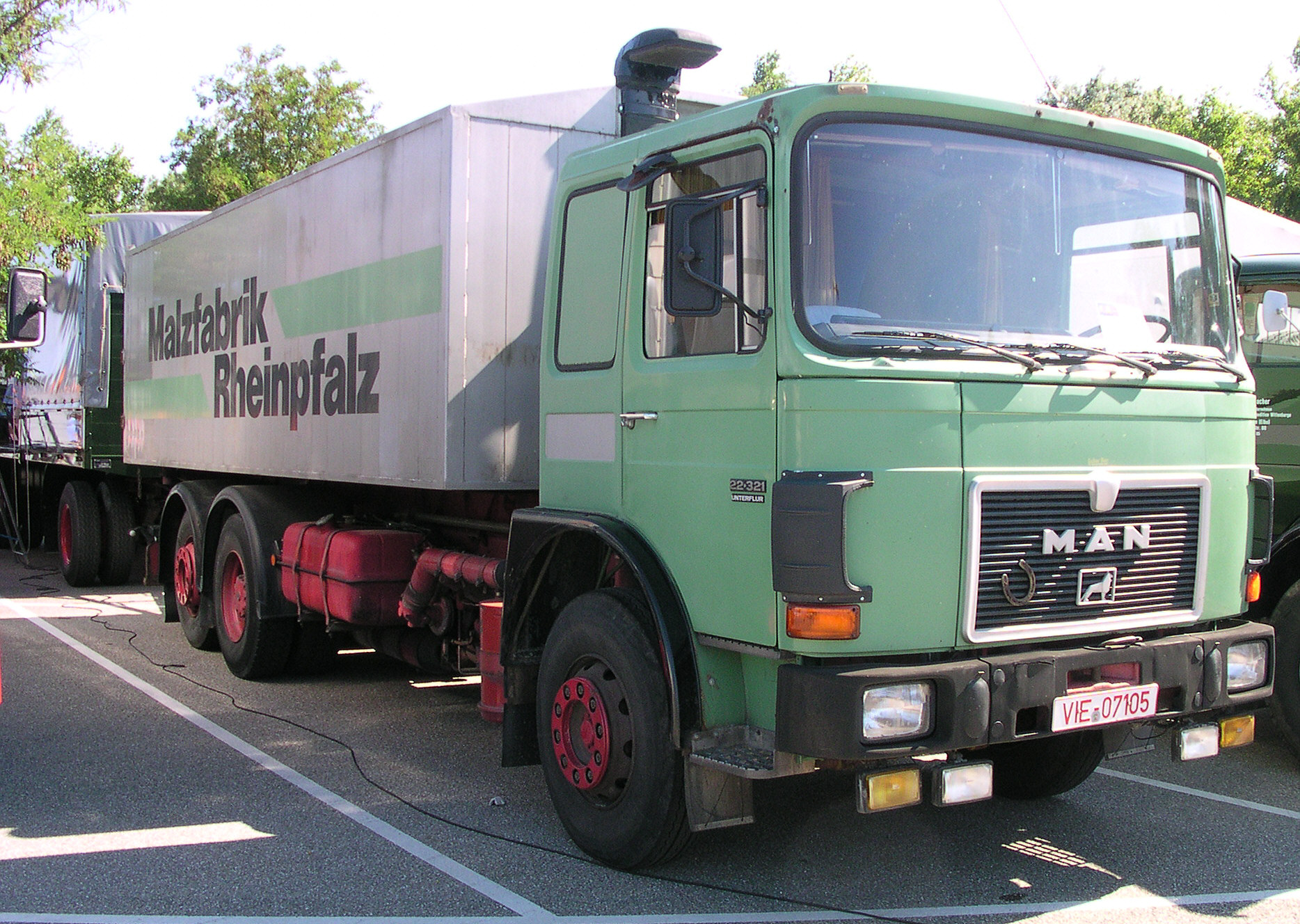
MAN 22.321 (1972-1987)

Автомобіль мав найсучаснішу на ті часи кабіну в денному виконанні або зі спальним місцем, яку отримав від французького партнера SAVIEM. Інтер'єр автомобіля, а також ергономіка і комфорт нової кабіни також були на порядок вище попередньої моделі. Починаючи з цієї моделі, MAN офіційно ввів змінену індексацію: перша цифра вказувала на закруглену повну масу машини, цифри за точкою - на потужність двигуна. В середині 1970-х рр. MAN відмовився від виробництва V-подібних моторів, зосередивши увагу на 6-циліндрових, і почав впроваджувати модульний принцип конструювання. Особливо вдалим виявилося третє покоління 5- і 6-циліндровим двигуном D25 з турбонаддувом (9511 і 11413 см3. Показаний на автосалоні у Франкфурті-на-Майні восени 1977 року 8,5-тонний автомобіль 19.280F з 6-циліндровим дизелем D2566T потужністю 280 к.с. був визнаний найбільш економічним для свого часу. Вперше в історії MAN йому присудили звання «Вантажівка 1978 року». На ряді серійних моделей з 1976 року встановлювалися механічні коробки передач ZF з дистанційним управлінням і автоматичні Allison.
Пізніше автомобілі, що входили до цих серій, вироблялися за ліцензіями в Румунії під торговельною маркою Roman та в Угорщині під торговельною маркою Raba.

## Двигуни
- 9.5 л D0226 І6 170/192 к.с.
- 9.5 л D2565 І5 192 к.с.
- 11.4 л D2566 І6 177/206/220/235/240/280/320 к.с.
- 12.D л D2866 І6 290/330/360 к.с.
- 15.0 л D2658 8 250/275 к.с.
- 15.4 л D2858 8 304 к.с.
- 15.9 л D2530 V10 246/320/360/400 к.с.
- 17.4 л D2540 V10 390/440 к.с.
- 18.3 л D2840 V10 365 к.с.[1]